# Еса Лінделл
Еса Лінделл (фін. Esa Lindell; нар. 23 травня 1994, м. Гельсінкі, Фінляндія) — фінський хокеїст, захисник. Виступає за «Даллас Старс» у НХЛ.
Вихованець хокейної школи ТЙВ. Виступав за «Кієкко-Вантаа», «Йокеріт» (Гельсінкі), «Ессят» (Порі), «Техас Старс» (АХЛ).
У чемпіонатах Фінляндії — 120 матчів (16+34), у плей-оф — 14 матчів (3+6).
У складі національної збірної Фінляндії учасник чемпіонату світу 2015 (8 матчів, 1+5); учасник EHT 2015 (8 матчів, 2+0). У складі молодіжної збірної Фінляндії учасник чемпіонату світу 2014. У складі юніорської збірної Фінляндії учасник чемпіонату світу 2012.
Досягнення
- Переможець молодіжного чемпіонату світу (2014)

Нагороди
- Трофей Пекки Раутакалліо — найкращий захисник Лійги (2015)